# Pethőhenye
Pethőhenye è un comune dell'Ungheria di 413 abitanti (dati 2001). È situato nella contea di Zala.